# Vuurtoren van Delfzijl (1888)
De in 1940 verloren gegane vuurtoren van Delfzijl is gebouwd in 1888, tegelijk met de vuurtoren van Watum aan de Eemsmonding. De torens waren nagenoeg identiek; de vuurtoren van Delfzijl had rondom een veranda met grote openslaande ramen, die van Watum een grotere tuin. Beide vuurtorens waren stevige gebouwen, die in de bouwtraditie van die tijd pasten. Ze waren 10,5 meter hoog, telden drie verdiepingen en waren onderkelderd. De indeling was functioneel en er was plaats voor twee gezinnen van vuurtorenwachters. Die konden vanuit hun dienstwoning de lantaarn rechtstreeks betreden om het gaslicht 's nachts brandend te houden.
Beide torens kwamen in de Tweede Wereldoorlog aan hun einde. De toren in Delfzijl werd door de Nederlandse troepen in brand gestoken tijdens de Duitse aanval op Nederland in 1940. Ter vervanging verrees in 1949 een nieuwe Delfzijlster vuurtoren, die op de fundamenten van de oude vuurtoren werd gebouwd.